# Могамед Абдельфатах
Могамед Абдельфатах (араб. محمد عبد الفتاح; нар. 4 лютого 1978, Суец) — єгипетський і бахрейнський борець греко-римського стилю, чемпіон та бронзовий призер чемпіонатів світу, чотириразовий чемпіон Африки, бронзовий призер чемпіонату Азії, дворазовий чемпіон Всеафриканських ігор, дворазовий володар Кубків світу, учасник трьох Олімпійських ігор.

## Життєпис
Боротьбою почав займатися з 1988 року. У 1998 році став срібним призером чемпіонату світу серед юніорів. Того ж року здобув свій перший з чотирьох титулів чемпіона Африки. Наступного року на Всеафриканських іграх бере участь у змаганнях як з греко-римської, так і з вільної боротьби і в обох стає чемпіоном.
Виступав за борцівський спортивний клуб поліції, Каїр. Тренер — Хайрі Салех.
Після Олімпійських ігор 2004 року в Афінах був запрошений тренуватися в Олімпійському тренувальному центрі Сполучених Штатів в Колорадо-Спрінгз за програмою «Спеціальні спортсмени» для людей з надзвичайними здібностями та досягненнями. У 2006 році став чемпіоном світу. Участі в Олімпійських іграх 2008 року в Пекіні завадила важка травма, що на декілька місяців вибила спортсмена з тренувань і відбіркових змагань. Після цього він вирішив завершити спортивну кар'єру і перейшов на тренерську роботу до збірної Швеції. Підготував її до чемпіонату світу 2009 року, де його підопічний Джиммі Лідберг здобув срібну нагороду. Рік по тому Могамед Абдельфатах повертається у великий спорт. Того ж року вчетверте стає чемпіоном Африки. На чемпіонаті світу 2011 року посідає п'яте місце, що дозволяє йому втретє взяти участь в Олімпійських іграх 2012 року в Лондоні. Після невдалого виступу на тій Олімпіаді Могамед Абдельфатах знову залишає великий спорт, але через три роки приймає рішення готуватися до своєї четвертої Олімпіади 2016 року в Ріо-де-Жанейро. Починає виступи за збірну Бахрейну, у складі якої стає бронзовим призером чемпіонату Азії. Однак потрапити на Олімпіаду Могамеду Абдельфатаху так і не вдається, після чого він остаточно завершує кар'єру спортсмена і повертається до США, де допомагає тренувати національну збірну цієї країни.

## Спортивні результати на міжнародних змаганнях

### Виступи на Олімпіадах
| Змагання                    | Збірна | Вагова категорія                 | Місце           |
| --------------------------- | ------ | -------------------------------- | --------------- |
| Літні Олімпійські ігри 2000 | Єгипет | греко-римська боротьба, до 85 кг | 8               |
| Літні Олімпійські ігри 2004 | Єгипет | греко-римська боротьба, до 84 кг | дискваліфікація |
| Літні Олімпійські ігри 2012 | Єгипет | греко-римська боротьба, до 96 кг | 13              |

### Виступи на Чемпіонатах світу
| Змагання                        | Збірна | Вагова категорія                 | Місце  |
| ------------------------------- | ------ | -------------------------------- | ------ |
| Чемпіонат світу з боротьби 2002 | Єгипет | греко-римська боротьба, до 84 кг | Бронза |
| Чемпіонат світу з боротьби 2003 | Єгипет | греко-римська боротьба, до 84 кг | 19     |
| Чемпіонат світу з боротьби 2005 | Єгипет | греко-римська боротьба, до 84 кг | 14     |
| Чемпіонат світу з боротьби 2006 | Єгипет | греко-римська боротьба, до 84 кг | Золото |
| Чемпіонат світу з боротьби 2010 | Єгипет | греко-римська боротьба, до 96 кг | 17     |
| Чемпіонат світу з боротьби 2011 | Єгипет | греко-римська боротьба, до 96 кг | 5      |

### Виступи на Чемпіонатах Африки
| Змагання                         | Збірна | Вагова категорія                 | Місце  |
| -------------------------------- | ------ | -------------------------------- | ------ |
| Чемпіонат Африки з боротьби 1998 | Єгипет | греко-римська боротьба, до 76 кг | Золото |
| Чемпіонат Африки з боротьби 2000 | Єгипет | греко-римська боротьба, до 85 кг | Золото |
| Чемпіонат Африки з боротьби 2002 | Єгипет | греко-римська боротьба, до 84 кг | Золото |
| Чемпіонат Африки з боротьби 2010 | Єгипет | греко-римська боротьба, до 96 кг | Золото |

### Виступи на Чемпіонатах Азії
| Змагання                       | Збірна  | Вагова категорія                  | Місце  |
| ------------------------------ | ------- | --------------------------------- | ------ |
| Чемпіонат Азії з боротьби 2015 | Бахрейн | греко-римська боротьба, до 130 кг | 7      |
| Чемпіонат Азії з боротьби 2016 | Бахрейн | греко-римська боротьба, до 98 кг  | Бронза |

### Виступи на Всеафриканських іграх
| Змагання                 | Збірна | Вагова категорія                 | Місце  |
| ------------------------ | ------ | -------------------------------- | ------ |
| Всеафриканські ігри 1999 | Єгипет | вільна боротьба, до 85 кг        | Золото |
| Всеафриканські ігри 1999 | Єгипет | греко-римська боротьба, до 85 кг | Золото |

### Виступи на Кубках світу
| Змагання                    | Збірна | Вагова категорія                 | Місце  |
| --------------------------- | ------ | -------------------------------- | ------ |
| Кубок світу з боротьби 2001 | Єгипет | греко-римська боротьба, до 85 кг | Золото |
| Кубок світу з боротьби 2002 | Єгипет | греко-римська боротьба, до 84 кг | Золото |

### Виступи на інших змаганнях
| Змагання                                                             | Збірна  | Вагова категорія                 | Місце  |
| -------------------------------------------------------------------- | ------- | -------------------------------- | ------ |
| Пан-Арабські ігри 1997                                               | Єгипет  | греко-римська боротьба, до 83 кг | Золото |
| Олімпійський кваліфікаційний турнір з боротьби 2000 (Фаенца)         | Єгипет  | греко-римська боротьба, до 85 кг | Бронза |
| Олімпійський кваліфікаційний турнір з боротьби 2000 (Клермон-Ферран) | Єгипет  | греко-римська боротьба, до 85 кг | Бронза |
| Олімпійський кваліфікаційний турнір з боротьби 2000 (Александрія)    | Єгипет  | греко-римська боротьба, до 85 кг | Золото |
| Середземноморські ігри 2001                                          | Єгипет  | греко-римська боротьба, до 85 кг | Золото |
| Гран-прі Німеччини з боротьби 2002                                   | Єгипет  | греко-римська боротьба, до 96 кг | Золото |
| Олімпійський кваліфікаційний турнір з боротьби 2004 (Новий Сад)      | Єгипет  | греко-римська боротьба, до 84 кг | 5      |
| Міжнародний меморіал Дейва Шульца 2005                               | Єгипет  | греко-римська боротьба, до 96 кг | Золото |
| Міжнародний меморіал Дейва Шульца 2006                               | Єгипет  | греко-римська боротьба, до 96 кг | Бронза |
| Олімпійський кваліфікаційний турнір з боротьби 2008 (Роме-Остія)     | Єгипет  | греко-римська боротьба, до 84 кг | 15     |
| Олімпійський кваліфікаційний турнір з боротьби 2008 (Новий Сад)      | Єгипет  | греко-римська боротьба, до 84 кг | 16     |
| Середземноморський чемпіонат з боротьби 2010                         | Єгипет  | греко-римська боротьба, до 96 кг | Золото |
| Золотий Гран-прі з боротьби 2010 (Баку)                              | Єгипет  | греко-римська боротьба, до 96 кг | Срібло |
| Турнір Г. Картозія і В. Балавадзе 2011                               | Єгипет  | греко-римська боротьба, до 96 кг | Бронза |
| Золотий Гран-прі з боротьби 2011 (Баку)                              | Єгипет  | греко-римська боротьба, до 96 кг | 11     |
| Міжнародний меморіал Дейва Шульца 2012                               | Єгипет  | греко-римська боротьба, до 96 кг | Золото |
| Гран-прі Угорщини з боротьби 2016                                    | Бахрейн | греко-римська боротьба, до 98 кг | 11     |
| Олімпійський кваліфікаційний турнір з боротьби 2016 (Стамбул)        | Бахрейн | греко-римська боротьба, до 98 кг | 18     |

### Виступи на змаганнях молодших вікових груп
| Змагання                                      | Збірна | Вагова категорія                 | Місце  |
| --------------------------------------------- | ------ | -------------------------------- | ------ |
| Чемпіонат світу з боротьби серед юніорів 1998 | Єгипет | греко-римська боротьба, до 76 кг | Срібло |